# Sphinctacanthus
Sphinctacanthus är ett släkte av akantusväxter. Sphinctacanthus ingår i familjen akantusväxter.
Kladogram enligt Catalogue of Life:
| Sphinctacanthus | \| \| Sphinctacanthus griffithii \| \| \| \| \| \| Sphinctacanthus parkinsonii \| \| \| \| \| \| Sphinctacanthus tabacifolius \| \| \| \| \| \| Sphinctacanthus viridiflorus \| \| \| \| |
|                 | \| \| Sphinctacanthus griffithii \| \| \| \| \| \| Sphinctacanthus parkinsonii \| \| \| \| \| \| Sphinctacanthus tabacifolius \| \| \| \| \| \| Sphinctacanthus viridiflorus \| \| \| \| |
|                 | Sphinctacanthus griffithii |
|                 | |
|                 | Sphinctacanthus parkinsonii |
|                 | |
|                 | Sphinctacanthus tabacifolius |
|                 | |
|                 | Sphinctacanthus viridiflorus |
|                 | |